# Abborrtjärnet (Södra Finnskoga socken, Värmland, 674195-131550)
Abborrtjärnet är en sjö i Torsby kommun i Värmland och ingår i Glommas huvudavrinningsområde.